# Neurofibrille
Neurofibrillen sind in Bündeln angeordnete Intermediärfilamente, die den Zellkörper und die Fortsätze von Nervenzellen durchziehen. Schon in frühembryonaler Zeit nachweisbar, sind sie damit ein formspezifisches Merkmal von Nervenzellen, das im Gegensatz dazu bei den Stammformen der Nervenzellen, den Neuroblasten, sowie denjenigen der Gliazellen, den Glioblasten, nicht bestätigt ist.

## Anfärbung und Histologie
Nervenzellen können durch Anfärbung ihrer Neurofibrillen mit einer von Camillo Golgi um 1870 erstmals praktizierten und beschriebenen Färbemethode mit Hilfe von Silbersalzen im Präparat dargestellt werden, was allerdings nur in gewissen Fällen und bei etwa jeder hundertsten Zelle – außerdem nicht in vivo – gelingt. Die in vivo fadenförmigen Proteinmoleküle der Neurofibrillen selbst dagegen sind nur elektronenmikroskopisch nachweisbar.

## Physiologie und Pathophysiologie
Die funktionelle Bedeutung der Neurofibrillen ist, nachdem sie eine Zeit lang als Substrat der intrazellulären Erregungsleitung angesehen wurden, inzwischen wieder unbekannt. Für die Alzheimer-Krankheit allerdings ist eine charakteristische Veränderung ihrer Neurofibrillen, die sich an sogenannten Plaques anlagern (Alzheimersche Fibrillendegeneration), belegt. Es handelt sich um Zytoplasmaläsionen im Bereich des Perikaryon bei den groß- und mittelzelligen Pyramidenzellen des Neokortex und Paläokortex. Im Elektronenmikroskop stellt sich ein Gewirr von schraubenförmig verdrehten Protoplasma-Fäden dar, die einen Durchmesser von 10 nm aufweisen. Bei diesen Fäden ist aufgrund gemeinsamer Reaktionsbereitschaft mit bestimmten Antikörpern auf eine „biochemische Verwandtschaft“ zu den normalen intraneuronalen Neurotubuli zu schließen.